# كوكي ميزونو
كوكي ميزونو ، من مواليد 6 سبتمبر 1985 في شيميزو في اليابان، لاعب كرة قدم ياباني.
بدأ مسيرته الكروية مع نادي جيف يونايتد في عام 2004 ،ثم انتقل إلى نادي سيلتيك الإسكتلندي في عام 2008.
و قد بدأ باللعب مع منتخب اليابان لكرة القدم في عام 2007.

## روابط خارجية
- كوكي ميزونو على موقع الاتحاد الدولي (مؤرشف)  (الإنجليزية)
- كوكي ميزونو على موقع رابطة كرة القدم اليابانية للمحترفين (اليابانية)
- كوكي ميزونو على موقع قاعدة بيانات كرة القدم.إي يو (الإنجليزية)
- كوكي ميزونو على موقع ناشيونال فوتبول تيمز (الإنجليزية)
- كوكي ميزونو على موقع Soccerbase.com (لاعب) (الإنجليزية)
- كوكي ميزونو على موقع Soccerway.com (الإنجليزية)
- كوكي ميزونو على موقع عالم كرة القدم.نت (الإنجليزية)
- كوكي ميزونو على موقع كووورة